# アディル・アウアサル
アディル・アウアサル（Adil Auassar、1986年10月6日 - ）は、オランダ・南ホラント州ドルトレヒト出身の元サッカー選手。現役時代のポジションはDF、MF。

## 経歴
スパルタ・ロッテルダムの下部組織を経て、FCドルトレヒトの下部組織へ移籍。2005年にプロデビューを飾る。2007-08シーズンからVVVフェンローへ移籍し、2007年9月15日のデ・フラーフスハップ戦でエールディヴィジでのデビューを果たした。このシーズンはフェンローはエールステ・ディヴィジに降格。2008-09シーズンは自身は出場機会に恵まれなかった。2009-10シーズンはレギュラーとして活躍し、残留に貢献した。
2010年5月5日、VVVとの契約が満了し、ルベン・スハーケンとともにフェイエノールトへ移籍。2011年はRKCヴァールヴァイクへレンタル移籍した。
その後デ・フラーフスハップ、SBVエクセルシオール、ローダJCを経て、2018年7月にスパルタ・ロッテルダムへ2年契約で移籍した。

## 人物
- モロッコ系オランダ人であり、家族構成は両親と2人の兄と妹。